# 拨乱反正

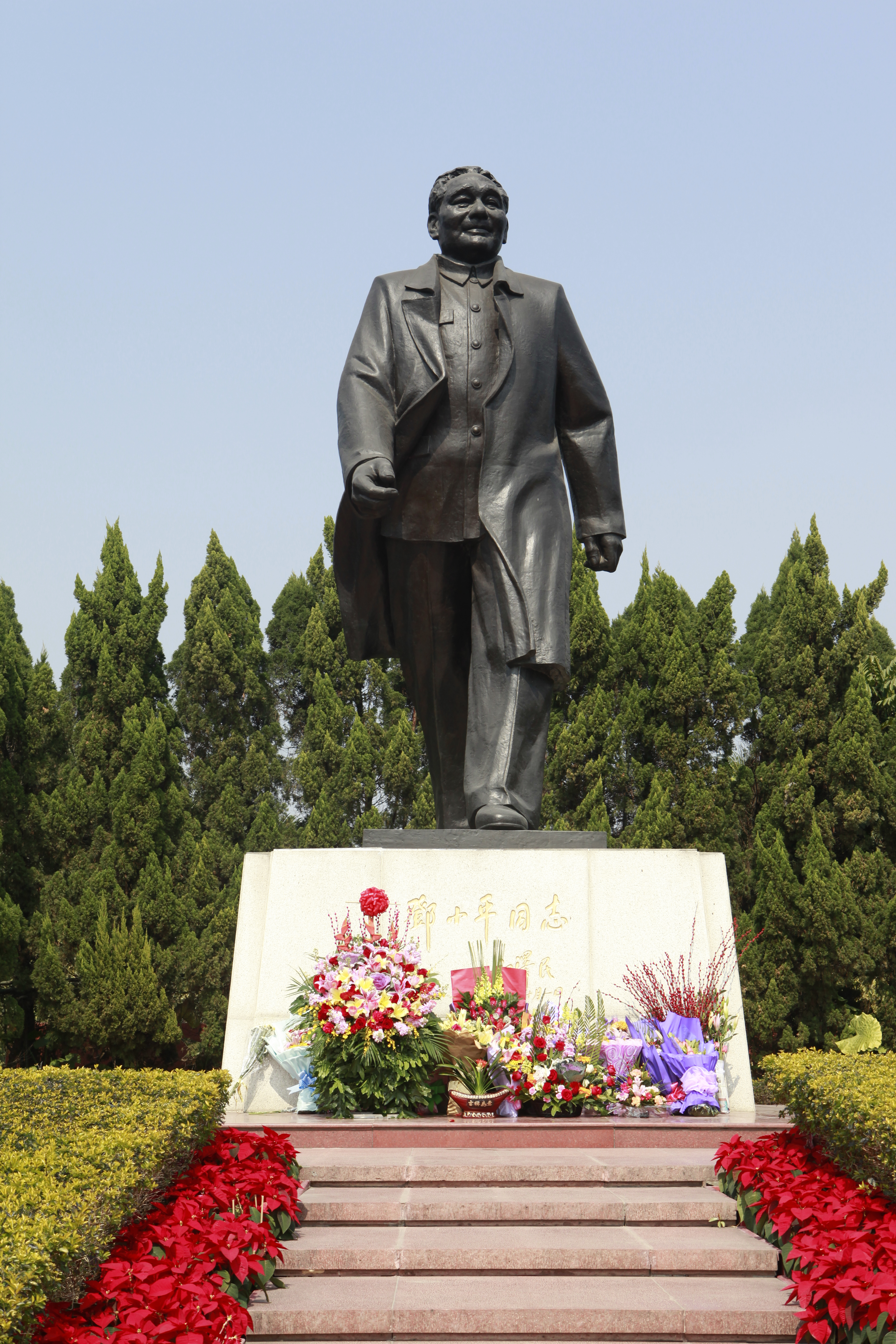
文化大革命结束后，邓小平等人主导了中国共产党的拨乱反正，为随后确立改革开放的大方向奠定基础。

拨乱反正，是指中国大陆在毛泽东等人发动的文化大革命（1966-1976年）结束后，邓小平等人为纠正文革错误、改变当时国内混乱局面、使国内局势趋于稳定而进行的一系列平反和社会改革，是中华人民共和国历史上的一次重大转折。这场变革发生于1970年代末至1980年代初，涉及意识形态、政治法律、科教文化等方方面面，为改革开放奠基。邓小平于1977年9月首次公开提出要进行“拨乱反正”，他也是拨乱反正、改革开放时期的核心人物。
1976年9月9日，毛泽东去世，10月6日，四人帮被粉碎、持续十年的文化大革命结束。此后，中共中央主席华国锋等人奉行“两个凡是”原则，持续了毛泽东时代的路线。1978年5月起，邓小平、胡耀邦等人推动了一场社会各阶层参与的真理标准大讨论、反对两个凡是，12月13日邓在中共中央工作会议上发表了题为《解放思想，实事求是，团结一致向前看》的讲话，反对“思想僵化、迷信盛行”，提倡“实践是检验真理的唯一标准”，而这次讲话也成为了当时思想解放的重要标志，真理大讨论亦促成了八十年代的“新启蒙运动”。在1978年12月的中共十一届三中全会上，邓小平取代中共中央主席、国务院总理华国锋成为中国实际上的最高领导人，否定了“以阶级斗争为纲”的路线，提出了“以经济建设为中心”的路线，并强调“四个现代化”。
拨乱反正时期起，邓小平、胡耀邦等人大量平反冤假错案，1978年后的数年内全国平反的案件达三百多万件，并特别为刘少奇、彭德怀、陶铸等在文革期间被迫害致死的中共中央领导人举行追悼会、彻底平反、恢复名誉。1979年起，数以千万计的“黑五类”成员及家属获得平反或“摘帽”，消除了身份歧视。1981年6月，中共十一届六中全会一致通过了《关于建国以来党的若干历史问题的决议》，全面否定文化大革命。1980年代初，邓小平等人主持重新修订了《中华人民共和国宪法》，全国人大于1982年通过了具有历史性意义的《八二宪法》，突出了宪政主义的精神和思想。而在科教领域，1977年，邓小平决定恢复因文革而中断了十年的高考，之后主导了对文革期间受迫害并被批判为“反动学术权威”、“臭老九”的知识分子的平反，提出“知识分子已经是工人阶级自己的一部分”、“尊重知识，尊重人才，要反对不尊重知识分子的错误思想”。其中，中共中央特别为姚桐斌、赵九章两位在文革期间被迫害致死的“两弹一星”元勋平反，并将姚桐斌追认为為國捐軀的“烈士”。 
但另一方面，拨乱反正也存在局限性和诸多争议，例如“四项基本原则”被写入《八二宪法》，要求必须坚持社会主义、中国共产党的领导、马克思主义、毛泽东思想，部分毛泽东时代政治运动的受害者未获平反，并且文革中许多屠杀事件的领导者和参与者并未受到法律审判或量刑过轻。此外，天安门城楼上依然保留毛泽东像、天安门广场上兴建毛主席纪念堂也备受争议。还有学者认为，邓小平在对毛泽东本人的评价上以及在对极权主义、专制主义的反思中，也体现出了他个人的局限性，尤其是在《关于建国以来党的若干历史问题的决议》的起草过程中坚持要求对毛作出“功大于过”的评价，并将文革的大部分责任推给四人帮和林彪。而自拨乱反正时期起，对毛泽东的评价在世界各地就一直存在巨大争议。

## 背景

### 名词释义

#### 原文典故
撥亂反正本指扭轉亂象，歸於正道。此成語出自《春秋》的《公羊傳·哀公十四年》：「君子曷為為《春秋》？撥亂世，反諸正，莫近諸《春秋》。」 意思則是：孔子寫《春秋》，是為了扭轉亂世，使社會政治回歸於正道，因此來看，沒有什麼比《春秋》更合情理了。

#### 现代定义
1977年9月19日，邓小平在与教育部负责人谈话时，首次公开提出要进行“拨乱反正”，强调：“总之，教育部要思想解放，争取主动。过去讲错了的，再讲一下，改过来。拨乱反正，语言要明确，含糊其词不行，解决不了问题。办事要快，不要拖。”
在1980年10月25日的一次谈话中，邓小平对拨乱反正作了定义性阐述：即“拨林彪、四人帮破坏之乱，批评毛泽东同志晚年的错误，回到毛泽东思想的正确轨道上来。” 胡耀邦曾评价拨乱反正时期是：“拨乱反正，扭转乾坤”。

### 历史背景
1966-76年间，毛泽东等人发动的“文化大革命”。文革严重破坏了中国的法治，造成了体制性重创和空前的社会浩劫，国家主席刘少奇被非法罢免、迫害致死，数千万人受到迫害。据各方估计，文革期间的非正常死亡人口达100多万至2000万不等。
1974-75年，国务院总理周恩来病情恶化，邓小平作为中共中央副主席兼国务院副总理主持了“1975年整顿”，扭转了文革期间社会生活和经济工作的部分混乱局面，但部分举措遭到了“四人帮”的反对和批判。1975年11月，毛泽东担心文革之后被翻案，要求邓小平作出肯定文化大革命的决议，但邓以“我是桃花源中人，不知有汉，无论魏晋”婉拒。随后，在1975年底的第一次和1976年初的第二次打招呼会议后，在毛泽东、毛远新和四人帮等势力的推动下，全国开启了批邓、反击右倾翻案风，邓小平在1976年春“四五天安门事件”后第三次下台。
1976年9月9日，毛泽东去世，10月6日，华国锋、叶剑英、汪东兴等人一举粉碎四人帮，终结了文化大革命。10月7日，中共中央第一副主席华国锋升任中共中央主席，兼任国务院总理和中共中央军委主席，但其没有纠正文化大革命的错误，而是坚持“两个凡是”來延續毛澤東時代的路線。此后，在叶剑英、陈云、王震等人的支持下，邓小平获得平反，并于1977年7月在中国共产党第十届中央委员会上第三次复出政坛，复任中共中央副主席（中央政治局常委）、国务院副总理、中央军委副主席和解放军总参谋长等党政军职务。

## 意识形态

### 真理标准大讨论

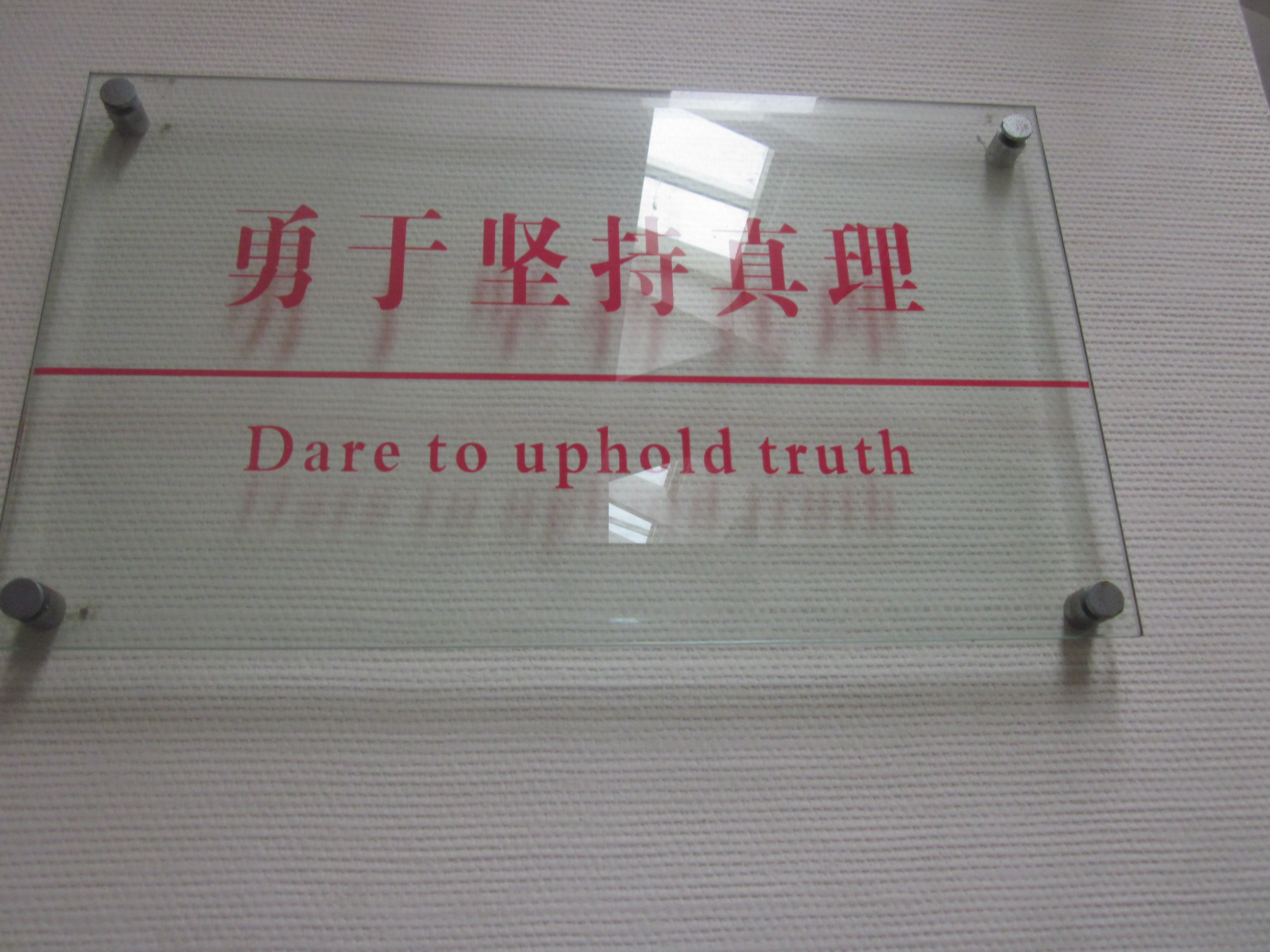
胡耀邦故居内的标语

1976年10月，华国锋接任中共中央主席并成为中国最高领导人，他在领导揭批“四人帮”和动员建设社会主义现代化等方面作出了努力和贡献，但并未纠正文化大革命的错误，而是坚持“两个凡是”來延續毛澤東時代的基本路線。依据此后官方的描述，华国锋曾一度拖延、阻挠恢复老干部工作和平反历史上冤假错案的进程，继续维护旧的个人崇拜，还制造和接受对他自己的个人崇拜，并在经济工作中的求成过急，继续奉行一些左倾政策。但学界对此有不同看法，认为该描述过于负面。
1977年5月24日，邓小平在正式复出前，在同王震、邓力群谈话时提到，“前些日子，中央办公厅两位负责同志来看我（指汪东兴、李鑫），我对他们讲，‘两个凡是’不行。... 一个人讲的每句话都对，一个人绝对正确，没有这回事情。” 7月，邓小平在中国共产党第十届中央委员会上第三次复出政坛。同年9月，陈云在《人民日报》上发表文章《坚持实事求是的革命作风》，强调“实事求是”。
1978年5月起，邓小平、胡耀邦等人推动了一场社会各阶层参与的真理标准大讨论、批评两个凡是，支持“实践是检验真理的唯一标准”。以邓、胡为代表的“求是派”与以华国锋、汪东兴为代表的“凡是派”展开了激烈交锋。同年6月2日，邓小平在全军政治工作会议上谈到，“我们一定要肃清林彪、‘四人帮’的流毒，拨乱反正，打破精神枷锁，使我们的思想来个大解放，这确实是一个十分严重的任务。” 关于真理标准问题的讨论，获得了叶剑英、李先念等中共元老的支持，而同时期北京民间的“西单民主墙”运动萌芽，支持“求是派”、要求民主和自由。
1978年12月13日，邓小平在中共中央工作会议闭幕会上发表了题为《解放思想，实事求是，团结一致向前看》的讲话，强调“一个党，一个国家，一个民族，如果一切从本本出发，思想僵化，迷信盛行，那它就不能前进，它的生机就停止了，就要亡党亡国。” 这次讲话成为中华人民共和国历史上思想解放、意识形态变更的重要标志。随后在12月18日至22日举行的中共十一届三中全会上，“求是派”压倒“凡是派”，邓小平确认领导地位，取代华国锋成为中华人民共和国实际上的最高领导人。中国社会迎来了一次思想解放运动，也被广泛誉为是继“五四运动”之后的一次“新启蒙运动”，提倡五四精神“民主”与“科学”，以及人道主义和普世价值，反文革、反封建、反传统。1980年9月，华国锋辞去国务院总理一职，1981年6月，华国锋辞去中共中央主席、中共中央军委主席的职务。

### 全面否定文革

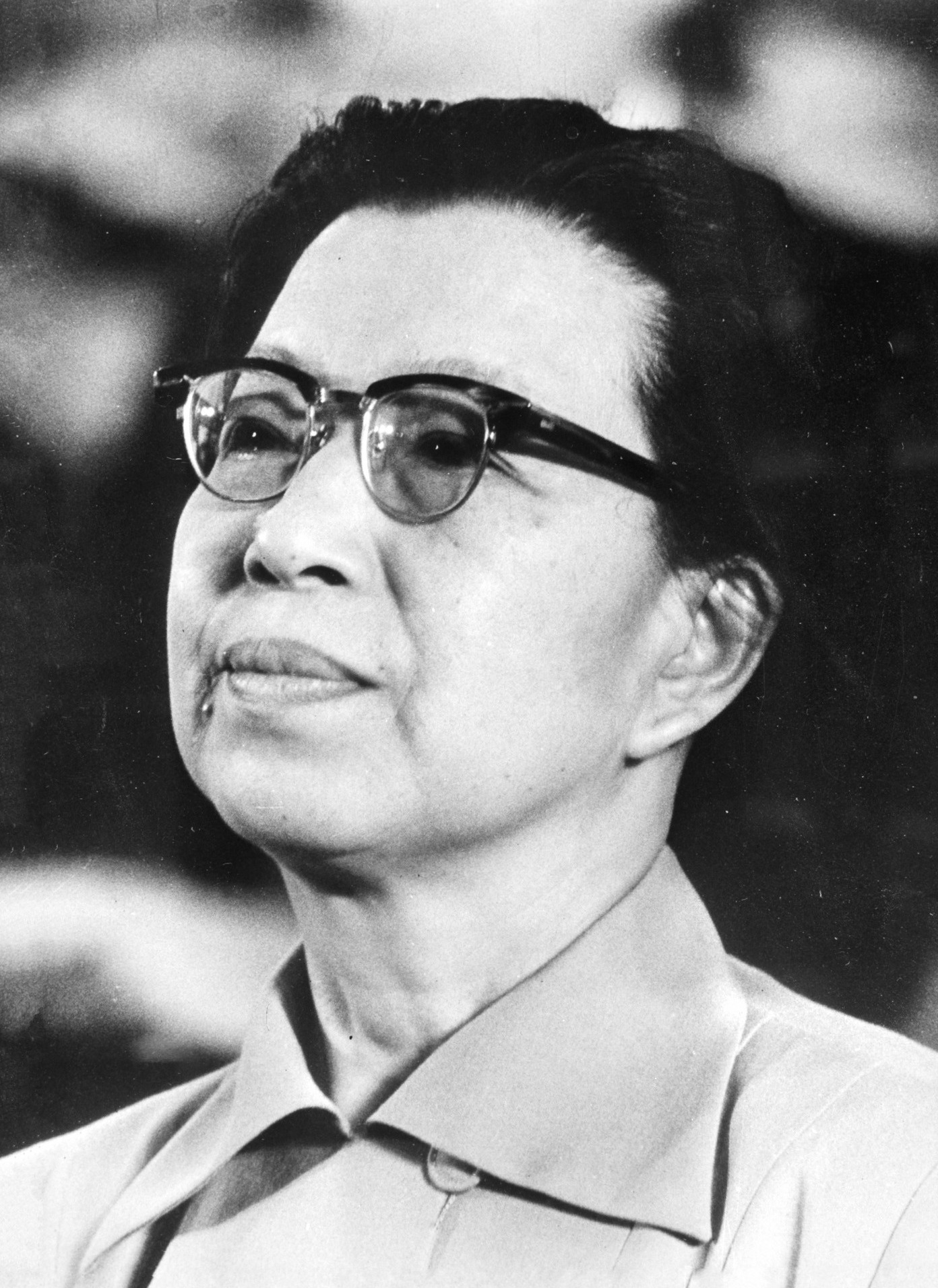
毛泽东妻子、四人帮成员江青

1978年前后，邓小平及其政治盟友逐渐否定了“以阶级斗争为纲”的路线，提出“以经济建设为中心”的路线，此后还强调“四个现代化”。 1980-81年间，华国锋先后辞去了国务院总理、中共中央主席、中共中央军委主席等职务。1980年11月，中华人民共和国最高人民法院成立特别法庭，审理“林彪、江青反革命集团”一案。1981年1月25日，“四人帮”成员等10名被告在最高人民法院接受判决， 其中江青、张春桥判处死刑、缓期二年执行，别的主犯则分别判以无期或有期徒刑。1981年3月3日，在第五届全国人民代表大会常务委员会第十七次会议上，最高人民法院院长兼特别法庭庭长江华作了相关报告，认为：
林彪、江青反革命集团案是在“文化大革命”十年动乱中发生的特别重大的反革命刑事案件。以林彪为首的反革命集团和以江青为首的反革命集团，都是以推翻人民民主专政即无产阶级专政的政权为目的而进行阴谋活动的反革命集团。这两个反革命集团有共同的犯罪动机和目的，有共谋的犯罪行为，形成了一个反革命联盟。他们凭借当时取得的地位和权力，采取公开的和秘密的，文的和武的各种手段，进行反革命犯罪活动长达十年之久，案情特别重大，牵涉面很广，因而审判这起案件的任务十分繁重。
1981年6月27日，中共十一届六中全会一致通过了《关于建国以来党的若干历史问题的决议》，全面否定了文化大革命，将文革定性为“是一场由领导者（毛泽东）错误发动，被反革命集团（林彪集团和江青集团）利用，给党、国家和各族人民带来严重灾难的内乱。” 中国官方认为，这份决议的通过标志着指导思想上拨乱反正任务的基本完成，也标志着真理标准问题讨论的结束。 

## 政法领域

### 政治界

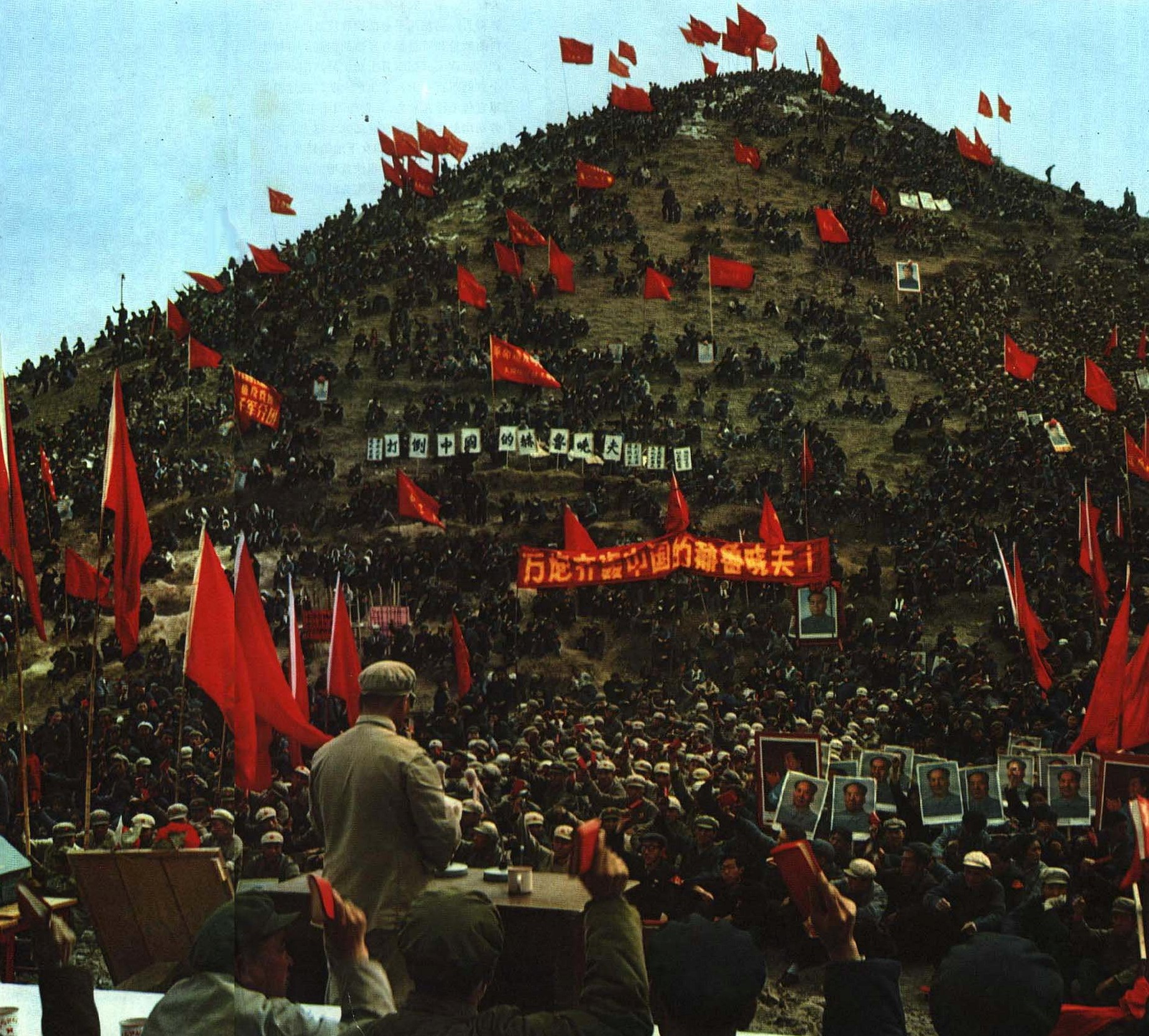
文化大革命期间对时任国家主席刘少奇的批斗大会

邓小平等人主张纠正文化大革命期间造成的错误，平反冤假错案，并提出“集体领导”的模式。1978年11月10日至12月15日召开的中央工作会议开始后，陈云在分组讨论中提出要系统地解决历史遗留问题，得到与会者的响应。11月25日，中共中央政治局作出为“天安门事件”、“反击右倾翻案风”等重大错案平反的决定。根据1989年6月1日《人民日報》的文章《拨乱反正立丰碑》等官方文献记载，1978年后的数年内，全国范围内共平反了三百多万件冤假错案，至1982年底全国大规模的平反工作基本结束。与此同时，在胡耀邦等人的主持下，1979年1月11日中共中央作出《关于地主、富农分子摘帽问题和地、富子女成分问题的决定》，依据官方数据，截止1984年全国先后有约440多万人被摘掉地主、富农的帽子，结束了对2000多万“四类分子”及家属的身份歧视。而据学者估计，该《决定》实际影响人数上亿。小商小贩、手工业者也被从原资产阶级工商业者中区别出来，官方数据显示，至1981年11月中国大陆共有70多万小商小贩、手工业者及其他劳动者恢复了作为“社会主义劳动者”的身份。

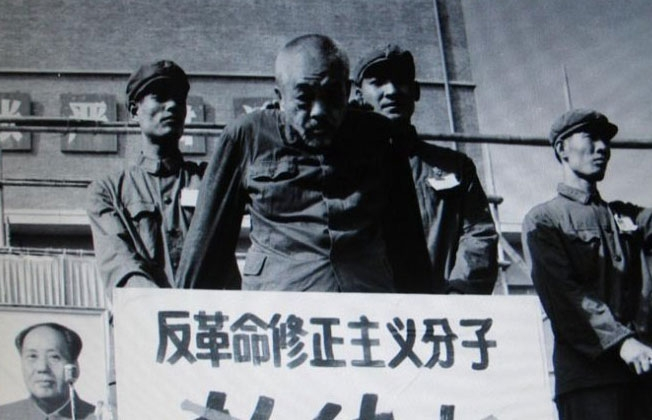
文革期间，十大元帅之一的彭德怀遭到多次批斗，被迫害致死。

平反的案件不仅限于文革时期，也包括一些其它政治运动中的受害者，譬如“反右运动”中的绝大多数右派均被平反，但依然有百余人未获平反。 此外，邓小平、陈云、胡耀邦等人主导了对一些重大政治案件的平反，为诸多文革时期受到迫害的中共中央领导人举行追悼会、恢复名誉，其中包括：
- 刘少奇：前中华人民共和国国家主席，文革期间被批判为“走资本主义道路的当权派”并被冠以“叛徒、内奸、工贼”进行批斗，1968年被开除出党、撤销党内外一切职务，1969年在放逐、拘禁中病死于河南开封。1980年，中共十一届五中全会为刘少奇全面平反并恢复其作为党和国家领导人的一切名誉。[29]
- 彭德怀：中华人民共和国元帅，文革期间遭到残酷迫害，身患结肠癌，于1974年11月29日离世。1978年12月，中共中央为彭德怀平反，并恢复其作为党和国家领导人的一切名誉。[119]
- 贺龙：中华人民共和国元帅，文革期间，被林彪和康生指控为准备推动“二月兵变”（贺龙事件），于1969年6月9日遭迫害致死。1982年10月，中共中央作出了《为贺龙同志彻底平反的决定》。[120]
- 习仲勋：1963年在“劉志丹案”中，《刘志丹》被定性为“为高岗翻案”、“吹捧习仲勋”，习仲勋、贾拓夫及刘景范因此被打成“习贾刘”反党集团，文革期间习仲勋受到残酷迫害、批斗。1980年2月25日，中共中央对习仲勋受到的政治诬陷予以平反。[121]
- 薄一波：于文革期间因“六十一人叛徒集團案”遭受迫害、批斗，其妻子胡明在被批斗送押期间服安眠药自杀未遂。1978年12月，此案在胡耀邦的主持下平反。[122]
- 陶铸：于1967年下台被囚禁，后因身患胆癌，于1969年病逝，死前和死后家人都未被允许探视。1978年12月，中共十一届三中全会为陶铸平反。[123]

1980年1月，邓小平在《目前的形势和任务》的讲话中认为，“国内和党内的民主生活，已经开始走上了轨道。民主制度一年比一年健全，民主生活一年比一年扩大。” 同年2月29日，中国共产党第十一届五中全会通过文件《关于党内政治生活的若干准则》，其中要求发扬党内民主、正确对待不同意见，要求“严格实行不抓辫子、不扣帽子、不打棍子的‘三不主义’。所谓不抓辫子、不扣帽子、不打棍子，就是禁止任意夸大一个人的错误，罗织成为罪状，并给予政治上、组织上的打击甚至迫害。” 此外，胡耀邦在“三不主义”的基础上还提出了“四不主义”，即加上“不装袋子”，意思是中共中央党校学员在学习、讨论中发表的意见等，一律“不准装档案袋子”，对学员们消除顾虑、解放思想，起了很大的作用。

### 法律界

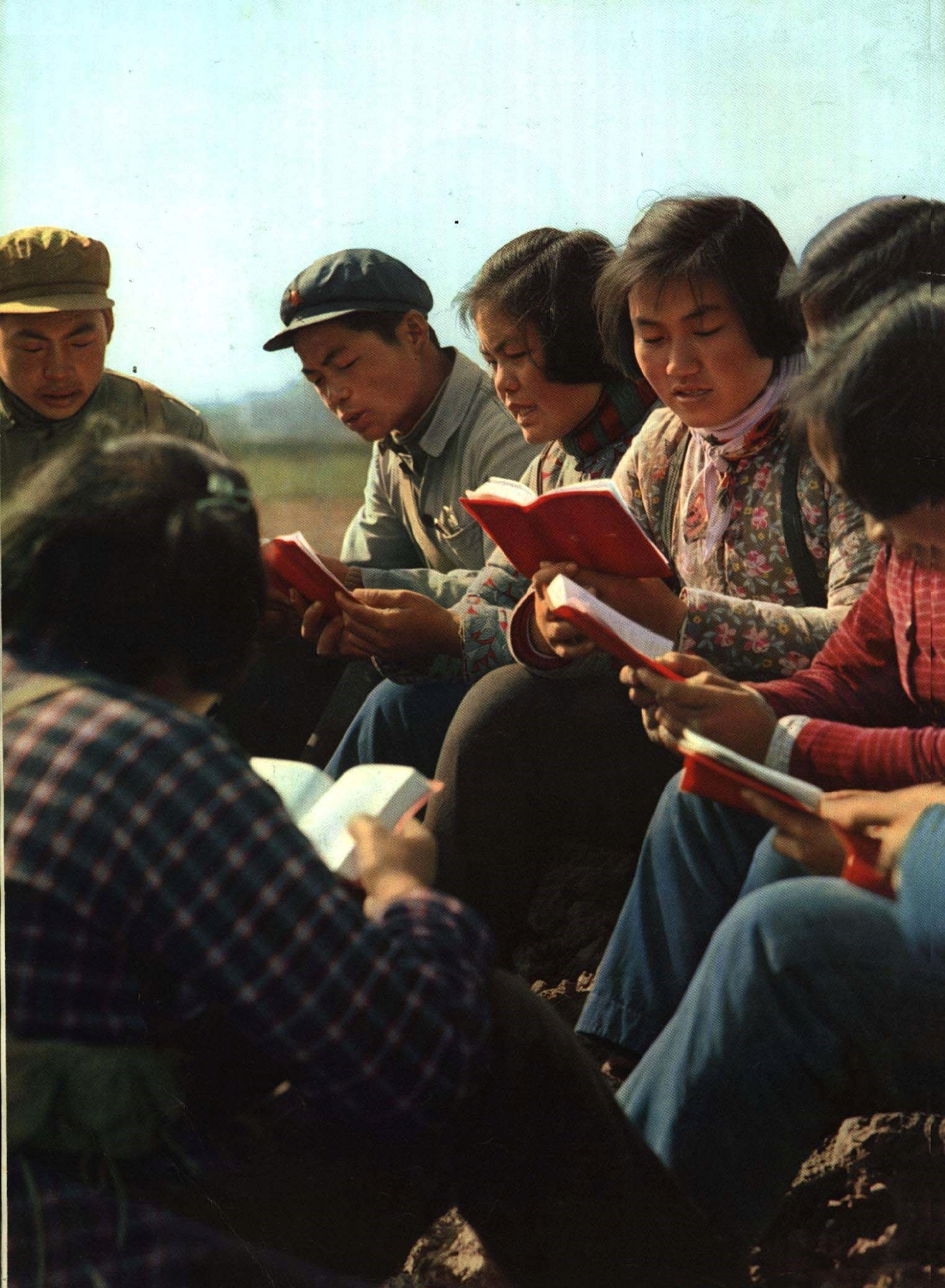
文革期间，《毛主席语录》受到民众的追捧、被红卫兵奉为“红宝书”，个人崇拜达到顶峰，宪法和法律遭到轻视。1970年12月，毛泽东在与美国记者埃德加·斯诺交谈中，提到：“我不怕说错话，我是无法无天，叫‘和尚打伞，无发(法)无天’，没有头发，没有天。”

1958年8月，毛泽东在北戴河政治局扩大会议上发表讲话，提道：
法律这个东西没有也不行，但我们有我们这一套……大跃进以来，都搞生产，大鸣大放大字报，就没有时间犯法了。...... 不能靠法律治多数人，多数人要靠养成习惯。军队靠军法治人，治不了，实际上是一千四百人的大会治了人，民法、刑法那样多条文谁记得了。宪法是我参加制定的，我也记不得；韩非子是讲法治的，后来儒家是讲人治的，我们每个决议案都是法，开会也是法，治安条例也靠成了习惯才能遵守，成为社会舆论，都自觉了，就可以到共产主义了。我们各种规章制度，大多数、百分之九十是司局搞的，我们基本上不靠那些，主要靠决议、开会，一年搞四次，不靠民法、刑法来维持秩序。
毛泽东进一步认为，“要人治，不要法治。《人民日报》一个社论，全国执行，何必要什么法律？” 文革期间，1967年谢富治等人提出了“砸烂公检法”的口号，获得毛泽东的支持。1975年，中共中央主持重新修订宪法，产生了中华人民共和国的第二部宪法《七五宪法》，并在正文内纳入了“毛泽东思想”、“中国共产党领导”等内容，将大量中国共产党的机构纳入国家机构运作体系中，废除了“国家主席、副主席”职位，带有浓重的文革色彩，与宪政主义背道而驰。
1976年9月，毛泽东逝世。1978年3月，中共中央主席、国务院总理华国锋等人在“两个凡是”的框架下主持修订了中华人民共和国的第三部宪法《七八宪法》，该版本虽然删除了部分文革语调、恢复了《五四宪法》部分公民权利条款，但依然保留了“大鸣，大放，大字报、大辩论”的四大文革用语，并且没有恢复“公民在法律面前一律平等”等主要的宪政内容。这部宪法的正文保留了“中国共产党领导”的相关条款，仍将中国共产党的机构纳入国家机构运作体系中，依然带有明显的局限性和文革色彩。
1980年8月18日，中共中央副主席邓小平在中共中央政治局扩大会议上作了《党和国家领导制度改革》的讲话（俗称“8.18讲话”），指出权力过分集中是中国当下官僚主义的“总病根”。邓小平提出要进行政治体制改革，建议废除干部领导职务终身制，提倡民主集中制，向全国人民代表大会提出全面修宪建议，强调：1）宪法应当保证人民享有充分的公民权利，真正享有管理国家各级组织和各项企业事业的权力；2）各少数民族聚居的地方实行民族区域自治，改善人民代表大会制度；3）要体现不允许权力过分集中的原则；4）要明确哪些问题应当由集体讨论和决定，决定时，要严格实行少数服从多数，一人一票，每个书记只有一票的权利，不能由第一书记说了算。 
经历2年多的修订，1982年12月4日，第五届全国人民代表大会第五次会议审议通过了《八二宪法》，该宪法也成为了中华人民共和国的第四部宪法，突出了宪政主义的精神、思想和观点。《八二宪法》收入了许多宪政主义的内容和条款，为改革开放奠定基础，其部分内容包括：
- 删除了诸如“在无产阶级专政下继续革命” 的文革语言[157]；

- 一定程度上理顺了党与法的关系，将中国共产党党务机构分离出国家机构运作体系，名义上实现了党政分离[158]；
- 取消了“国家由中国共产党领导”的条款，不在具法律效力的宪法正文直接出现“中国共产党”字样（该条款在2018年习近平时期被恢复[159]）[160]；
- 规定了包括中国共产党在内的“任何组织或者个人都不得有超越宪法和法律的特权” [160][161]；
- 重新设立在《七五宪法》中被废除的中华人民共和国主席和副主席职务，任期一届五年，只能连任一次，连任不得超过两届（该限制在2018年习近平时期被删除[159][162]）。

## 科教领域

### 学术界

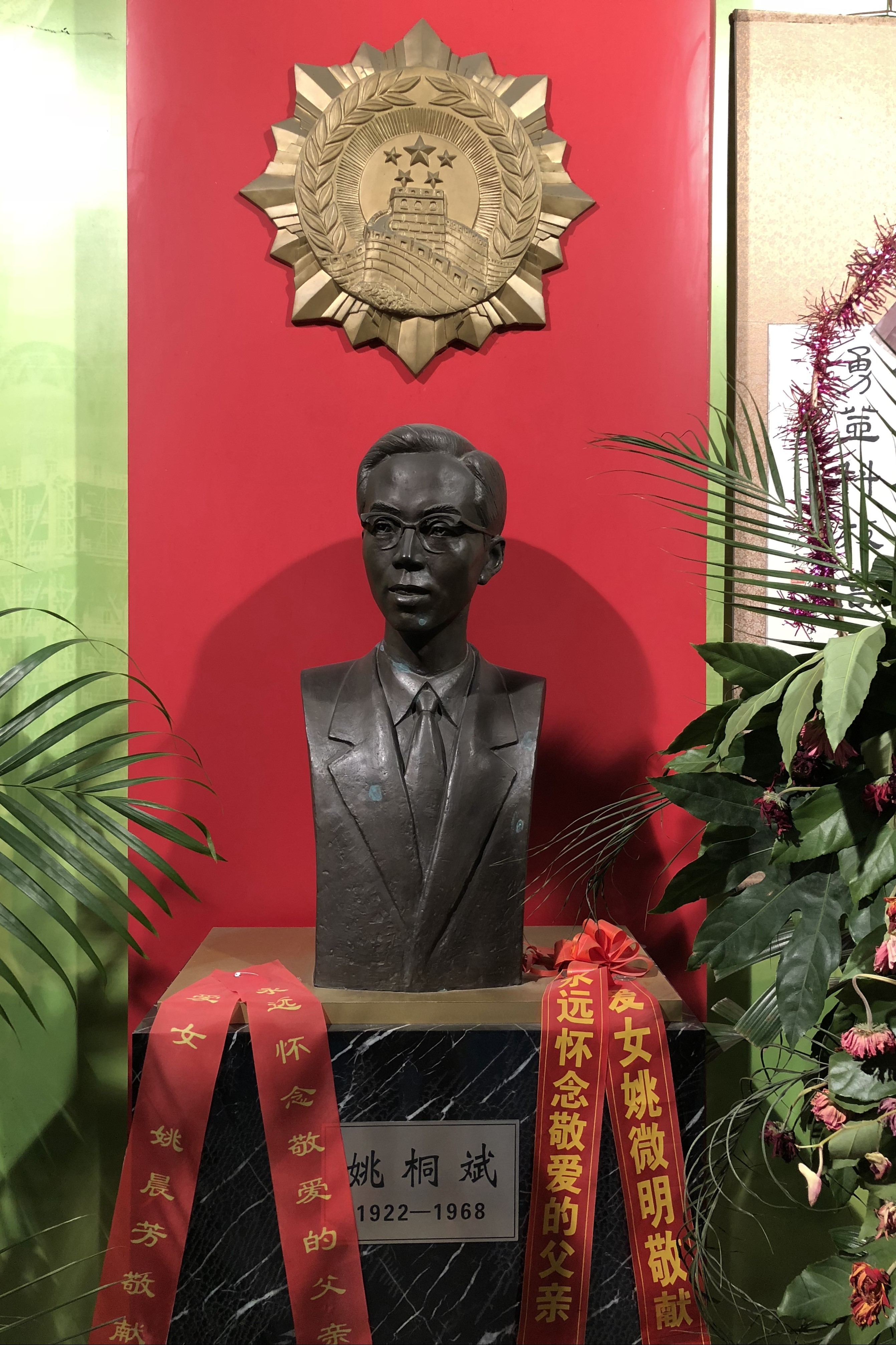
文革期间“两弹一星元勋”姚桐斌被造反派毒打致死，在拨乱反正时期被平反并被追认为“烈士”。

文化大革命对中国的科研发展造成了重大冲击。仅在青海省的核基地内，截止1971年9月就有四千多名职工受到迫害和审查、310多人伤残、40多名职工自尽、5人遭到枪决。文革期间，知识分子被视为资产阶级、反动学术权威，受到广泛的批判和迫害，甚至被贬低为“臭老九”。1968年“两弹一星”元勋姚桐斌被毒打致死、“两弹一星”元勋赵九章遭迫害自杀身亡，而包括“两弹元勋”邓稼先、 “氢弹之父”于敏等人在内的许多科研工作者及家属受到政治迫害，部分拥有英美留学背景的科研人员被污蔑为间谍或特务，只有钱学森等少部分人因为周恩来于1966年特别列出的《一份名单》而受到保护。数学家熊庆来1969年被迫害致死，华罗庚被抄家3次、研究手稿散失，陈景润不堪造反派的侮辱曾跳楼自杀未遂。其他著名知识分子，如老舍、周作人、傅雷、熊十力、田汉、翦伯赞、吴晗等等，也受迫害身亡。 
截止1968年底，中国科学院在北京的170余位高级研究人员中（均是院士）就有131位被打倒，当年即有20位一级研究员自杀，全院在文革中被抄家的达1909户，共有229人被迫害致死。中国科学院上海分院的植物生理研究所中，40%的人都被打成了特务，牵连到全国14个单位。而截止至1973年，中科院的105个研究所只剩下53个，且只有其中的13个属于中科院直属管理。北京大学因各种名义被“隔离”的前后多达1000余人，清华大学遭受立案审查的多达1000多人。
1975年初，邓小平第二次复出政坛，曾开展了文革期间短暂的全面整顿，指示尽快恢复和健全中国科学院的工作，并于9月26日主持国务院会议，讨论并通过《科学院工作汇报提纲》。期间，胡耀邦曾担任中科院领导职务120天，将800多名科研人员从被迫害或劳动改造中解放出来，其中包括“两弹一星”元勋钱三强以及邹承鲁、陈景润等。
1977年夏，邓小平第三次复出政坛，于8月8日在科学和教育工作座谈会上发表了“八八谈话”，提出“知识分子的名誉要恢复”等观点，与四人帮于1971年提出的“两个估计”的观点对立。1978年起，邓小平主导了对学术界、思想界的拨乱反正，中共中央为姚桐斌、赵九章等在文革期间受迫害的“两弹一星”元勋平反，并将姚桐斌追认为“烈士”。同年3月，全国科学大会在北京召开，会上邓小平指出“知识分子已经是工人阶级自己的一部分”、“现代化的关键是科学技术现代化”，在会议闭幕式上时任中科院院长郭沫若还发表了《科学的春天》的书面讲话。此后，邓进一步强调要“尊重知识，尊重人才，要反对不尊重知识分子的错误思想”，并提出“科学技术是第一生产力”的观点，与胡耀邦等人为文革期间受迫害的大批知识分子平反并恢复名誉。拨乱反正、改革开放后，中国文坛还诞生了伤痕文学、反思文学、改革文学等相关文学流派。

### 教育界

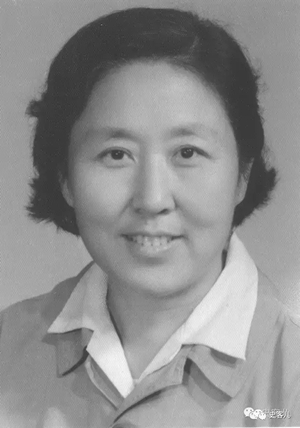
1966年“红八月”期间，原北京师范大学附属女子中学副校长卞仲耘被该校红卫兵打死，成为文革期间在北京第一个被打死的教育工作者。

文化大革命期间，大批教育工作者遭到批斗和迫害，许多人士被迫害致死或自杀身亡。与此同时，文革期间中国的高考停止，在毛泽东的号召下，上千万的中国知识分子和青年学生（统称“知识青年”或“知青”）开展了大规模的上山下乡运动，给中国社会和教育界造成了混乱。1970-1976年，工农兵学员可以通过推荐上大学，导致高校生源质量下降、教学秩序的混乱，而干部子弟通过“走后门”获得推荐和录取的现象普遍，造成教育不公。1977年8月，第三次复出政坛的邓小平在科教工作座谈会上，采纳了查全性、温元凯等人的建议，决定当年即恢复因文革而中断了十年的高考，成为中华人民共和国教育史上的一个拐点，改变了众多人的命运，重建了教育的公平。其中，恢复高考后的77、78、79级大学生被称为“新三届”或“新三级”。

1977年9月19日，邓小平在与教育部负责人谈话时，首次公开提出要进行“拨乱反正”，并提议大专院校应恢复教授、讲师、助教等职称。自1977年10月起，全国近60%的教师不同程度地增加了工资，高等学校也恢复了教师职务、职称。1978年4月22日，全国教育工作会议在北京召开，邓小平在讲话中提道： 
我们要提高人民教师的政治地位和社会地位。不但学生应该尊重教师，整个社会都应该尊重教师。我们提倡学生尊敬师长，同时也提倡师长爱护学生。尊师爱生，教学相长，这是师生之间革命的同志式的关系。对于优秀的教育工作者，应该大张旗鼓地予以表扬和奖励。要研究教师首先是中小学教师的工资制度。要采取适当的措施，鼓励人们终身从事教育事业。 
1978年10月，邓小平进一步提出“教育是一个民族最根本的事业”，批驳了四人帮成员之一张春桥的“全国都成了文盲也是一个胜利”的说法。拨乱反正期间，“实施义务教育”的口号被提出，1982年“普及初等义务教育”被写入新编宪法《八二宪法》。 
1984年11月，胡耀邦、赵紫阳等人组织成立了“科技、教育体制改革文件起草领导小组”，着手进行科技、教育体制改革文件的起草工作，并于1985年通过《中共中央关于教育体制改革的决定》。同年，在时任国务院总理赵紫阳的提议下，经全国人民代表大会通过，确定每年“9月10日”为中华人民共和国的教师节。 1986年，《中华人民共和国义务教育法》颁布，中国大陆开始正式实行九年义务教育。此外，1980年代美籍华裔数学大师陈省身还曾向邓小平提出要提高教授的待遇、每个教授每月至少100元的建议，该提议获得了邓小平的认可并很快得到落实，全国的教授从那时起，每月都得到了100元的额外补贴。

## 局限性和争议

### 去毛化以及对毛泽东的评价

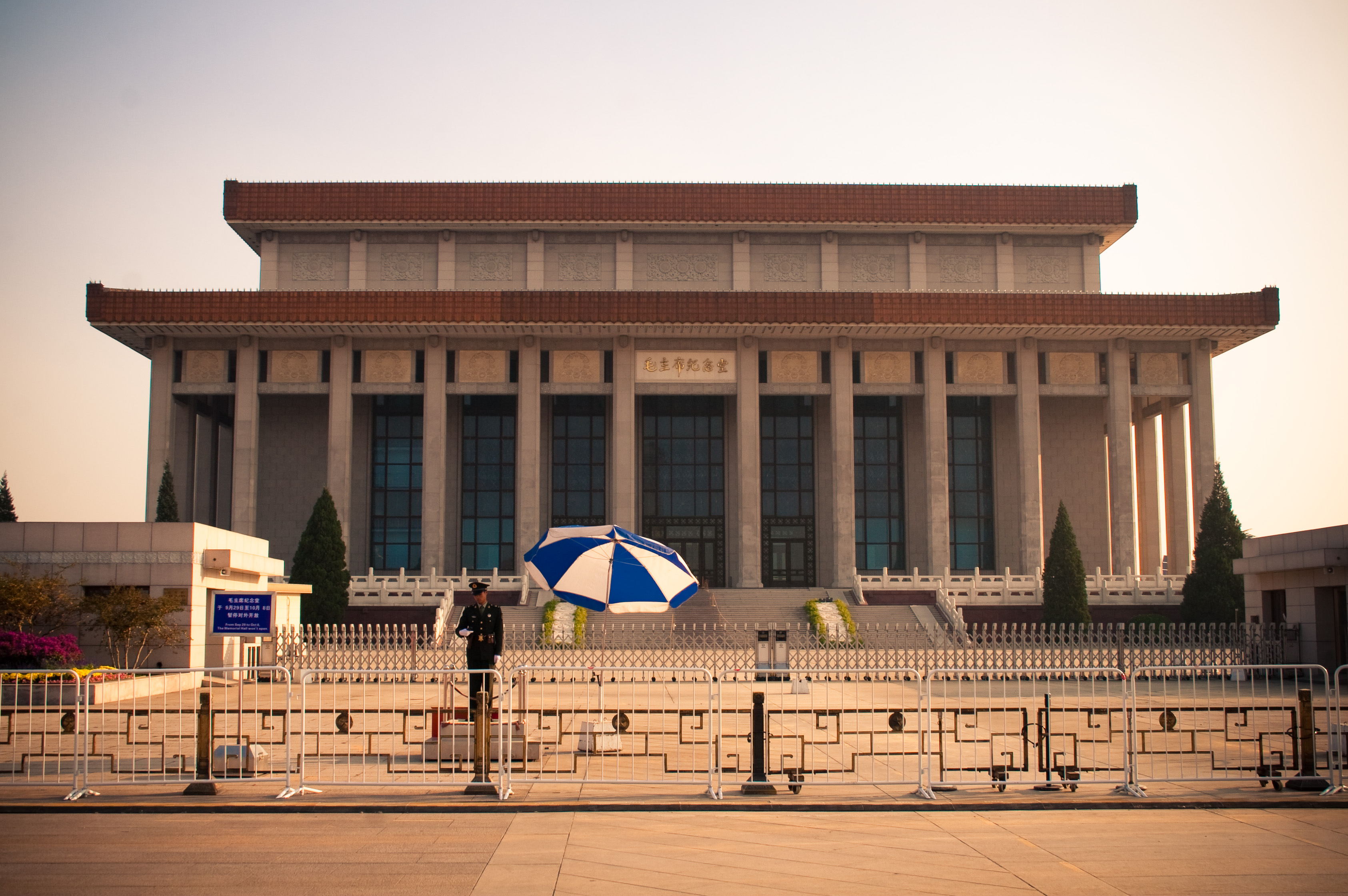
毛泽东逝世、文革结束后，北京天安门广场南侧兴建了毛主席纪念堂，引发争议。

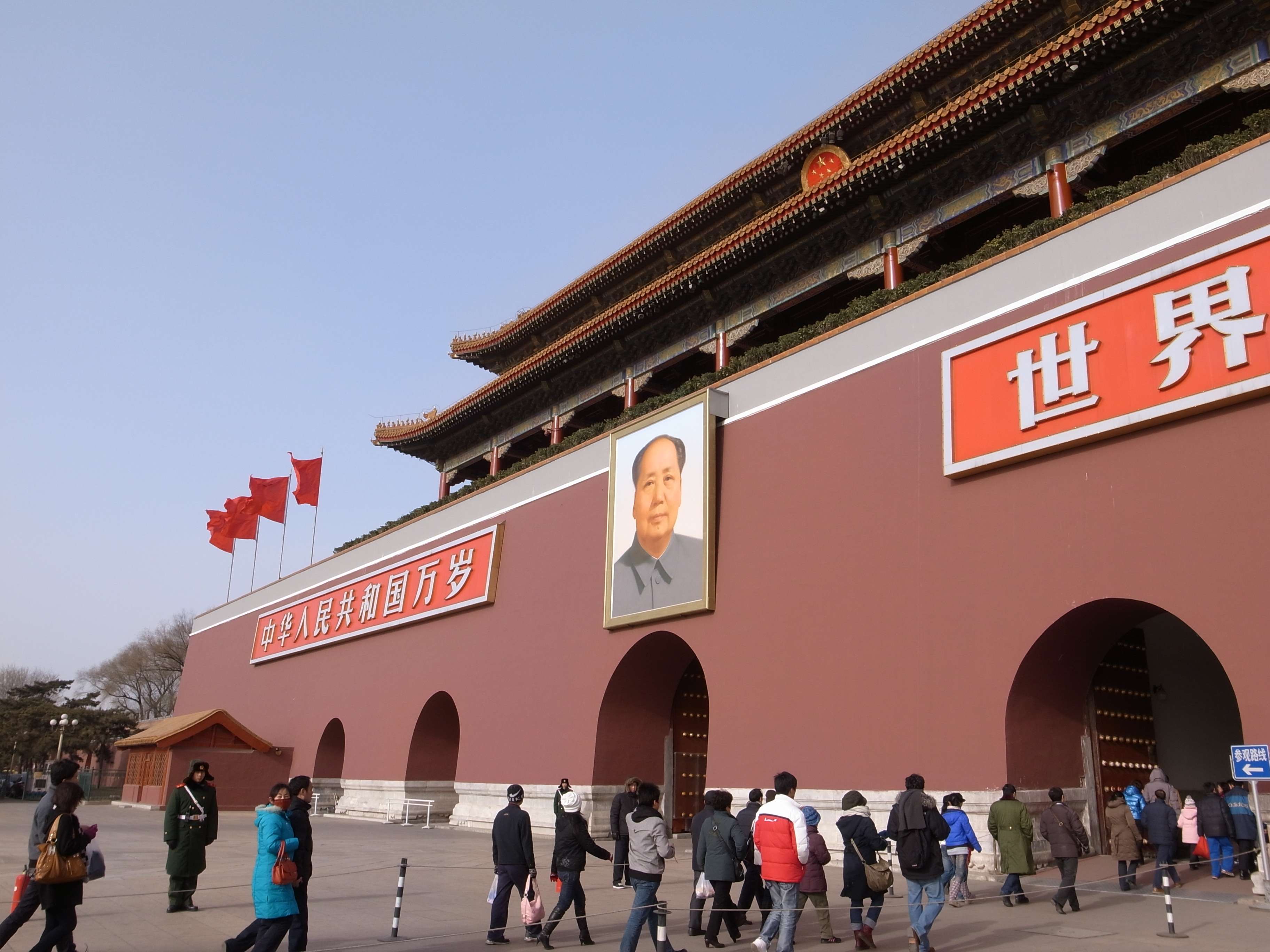
文革结束后，北京天安门城楼上是否继续悬挂毛泽东头像曾引起争议。

文化大革命结束后，1976-1977年，华国锋等人主持在北京天安门广场上兴建了毛主席纪念堂，此举备受争议，而在天安门城楼上依然保留毛泽东头像亦备受争议。对此，1980年8月，意大利著名记者奥里亚娜·法拉奇在北京对邓小平进行了专访，邓小平回应道：“粉碎‘四人帮’后，建毛主席纪念堂，应该说，那是违反毛主席自己的意愿的。...... 我不赞成把它改掉。已经有了的把它改变，就不见得妥当。建是不妥当的，如果改变，人们就要议论纷纷。现在世界上都在猜测我们要毁掉纪念堂。我们没有这个想法。” 而对于同样有争议的天安门城楼上的毛泽东像，邓小平回应法拉奇说：“永远要保留下去。过去毛主席像挂得太多，到处都挂，并不是一件严肃的事情，也并不能表明对毛主席的尊重。...... 尽管毛主席过去有段时间也犯了错误，但他终究是中国共产党、中华人民共和国的主要缔造者。拿他的功和过来说，错误毕竟是第二位的。”
而自拨乱反正时期起，在中国共产党党内乃至世界范围内，对毛泽东的评价历来充满争议。在中共党内，1980年10月-11月，超过4000名高级干部参加了中共中央组织的《关于建国以来若干历史问题的决议（草稿）》讨论，期间出现了诸多批判性的言论和观点，譬如：
- 毛泽东发动的“大跃进”、“文化大革命”是完全错误的，连古今中外哪一个剥削阶级统治的国家发生的问题也比不下这个严重。
- 毛泽东发动“文化大革命”，打倒一大批党和国家领导人，归根到底，他不是为了革命事业，而是维护自己的地位，这表明他的品质不高尚。
- 评价毛泽东可以分前后两段，前期是马克思列宁主义者、共产主义者，后期是极左主义者。
- 整个建国30年来，中国发生很多次重大错误和失误，所有这些错误都应该由毛泽东一个人负责。
- 毛泽东同志犯了很多错误，《决议》中就干脆不写毛泽东思想部分。

但邓小平本人在“科学评价”毛泽东和毛泽东思想的问题上坚决不让步，要求《决议》起草小组成员对一些“错误意见”要硬着头皮顶住，并认为决议稿中阐述毛泽东思想的这一部分不能不要，甚至认为“如果不写或写不好这个部分，整个决议都不如不做。” 邓还要求：“通过这个决议对过去的事情做个基本的总结……这个总结宜粗不宜细。” 中共官方文献认为，当时如果没有邓小平，维护毛泽东的历史地位将非常困难。而在民间社会中，1978年-1979年，以魏京生等人为代表的异议人士在“西单民主墙”运动中，于北京西单地区张贴标语、大字报，要求民主和自由，批评毛泽东、毛泽东思想和中国共产党的一党专政，甚至批评邓小平本人，但受到了邓小平等人的打压。
有学者认为，拨乱反正期间邓小平体现出了其个人的局限性，具体表现在对毛泽东、极权主义、专制主义等等的反思和评价上，尤其是在1981年通过的《关于建国以来党的若干历史问题的决议》中依然突出毛泽东思想、坚持认为毛“功大于过”（七三开），而将文革的大部分责任推给四人帮和林彪。也有人认为，不否定毛而保留毛作为革命和国家合法性的象征，是出于中共甚至邓小平等人自身的政治需要。

### 有限解放和一党专政
拨乱反正、改革开放期间，邓小平在提出并呼吁“思想解放”的同时，也在1979年提出“四项基本原则”作为政治红线，后被写入了《八二宪法》，拒绝否定社会主义、中国共产党的领导、马克思主义、毛泽东思想。邓小平又在1980年1月《目前的形势和任务》的讲话中，提出需要认真注意一些社会思潮，特别是一些年轻人中的思潮，并点名批评西单民主墙以及“迷信资本主义社会的所谓民主”；而此前在1957年“反右运动”中遭到批判的人士依然有百余人未获平反，邓在1980年的讲话中认为，“一九五七年就有个‘轮流坐庄’的说法，现在那些所谓‘民主派’，‘西单墙’那批人，也在做这个文章。” 1980年底，邓还提出了要批判和反对“资产阶级自由化的倾向”。此后，1983年中共左派保守势力发起了“清除精神污染”运动，批判“新启蒙运动”中倡导的人道主义、自由主义，而后在1986年底至1987年上半年又发起了“反对资产阶级自由化”运动，但这两次运动在时任中共中央总书记胡耀邦、时任国务院总理赵紫阳等人的干预下迅速结束。
有学者认为，这些政治运动是继文革之后再次发生的左倾运动，是文革的“回光返照”，而拨乱反正中的“思想解放”也是有限的思想解放。此外还有人认为，虽然《关于建国以来党的若干历史问题的决议》否定了文革，但该决议并未彻底清算文革的罪错，也未能进行深度反思，且随后中共中央只组织清理了三种人，甚至下达了“不准反思、不要讨论”的禁令，而这其中的主要原因是，对文革彻底清算将会影响中共执政的合法性，故一直未能开展。另有学者认为，虽然邓小平等中共高层进行了拨乱反正、改革开放，也承认中国共产党犯了很多错、有亏欠人民，但他们的许多行为和言论还是在维护中共的一党专政。

### 法律审判争议

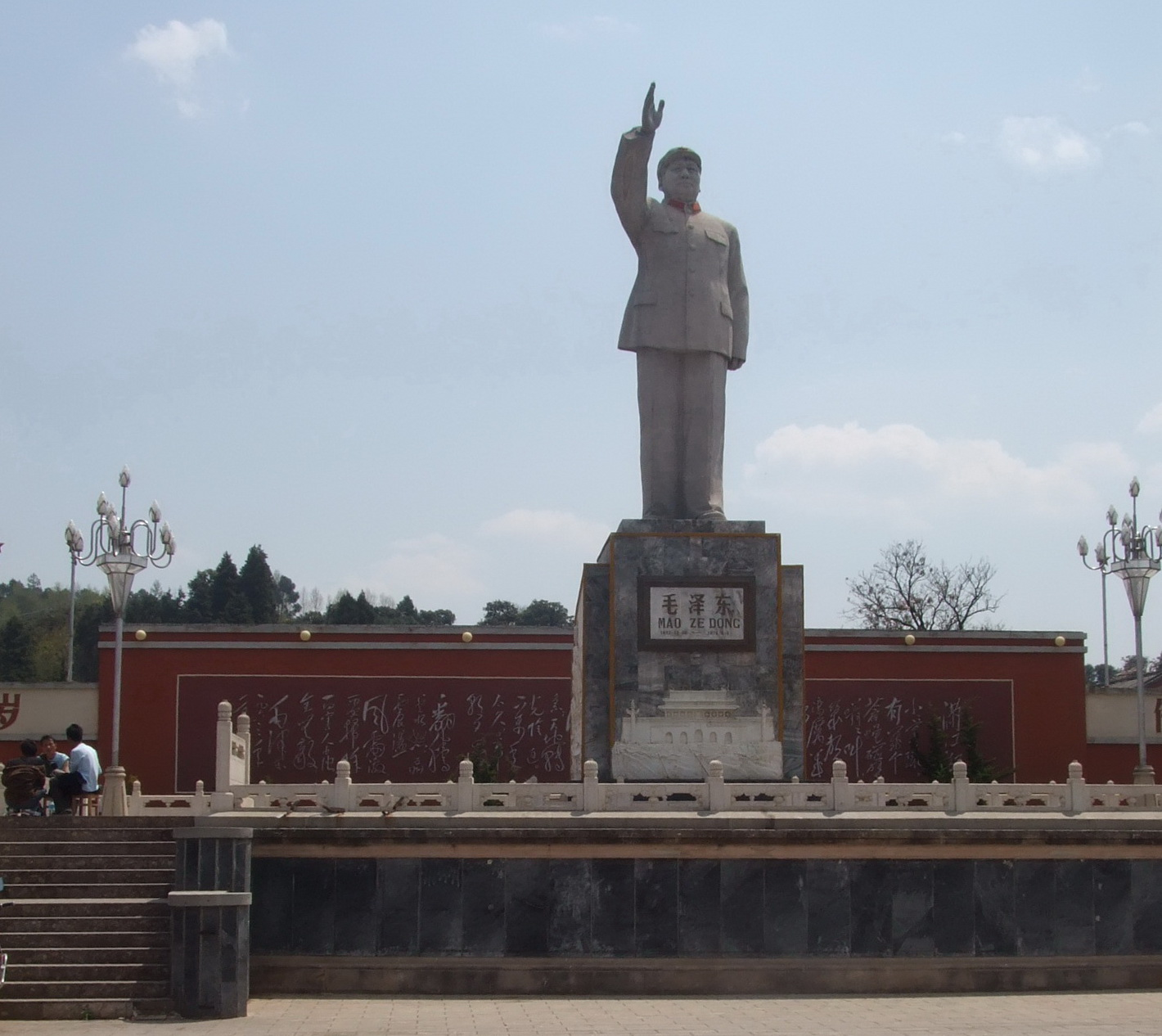
位于云南省丽江市建造于文革时期的“红太阳广场毛泽东塑像”。云南省在文革期间曾发生大规模屠杀事件。

文革期间，中国大陆许多地区发生了大屠杀事件，而这些事件中的一些直接领导者和主要犯罪分子并未受到法律的审判或者仅受到了轻度的处罚（如有期徒刑或开除出中国共产党），这在部分地区引起民愤，亦有大批民众前往北京上访。
- 在广西文革屠杀中，据官方统计有约10万-15万人死亡，并发生了大规模人吃人事件[258][259]。但文革结束后，只有部分屠杀和吃人的参与者受到了惩罚[49]，在吃人现象最为严重的武宣县，91人被开除党籍，十五人被起诉、被判处最高14年的有期徒刑[260][261]，而全省共有约25,000名党员被开除党籍[255][259]。相反，原广西自治区主席韦国清在文革后升入中央，任解放军总政治部主任，兼任全国人大常委会副委员长等职务，有学者认为这是因为韦国清与毛泽东、邓小平有私人交集甚至表现得“竭尽忠诚、百般献媚”[262]，善于“揣摩圣意”[263]。也有学者指出，文革后广西地区开展的处理文革遗留问题的工作受到阻碍，直到韦国清调离广西广东，胡耀邦、习仲勋等才于1981年、1983年两次派出相当规模的中央调查组去广西[264]，且部分人士的平反因邓小平的直接过问，才恢复了历史的公正，但当时的历史局限决定了“否定文革”仍然是基于当权派利益本位的立场[263]。
- 在内蒙古内人党屠杀事件中，据各方估计约有2-10万人死亡，而该事件的总指挥滕海清因中共中央认为其“过去有战功”而未受到任何处分或刑事指控[265]。
- 在对湖南道县大屠杀事件的处理中，近1万人死亡，而中共湖南省委提出“宜宽不宜严、宜轻不宜重、宜少不宜多”的指导思想，使得屠杀事件中只有少数人受到法律审判，其中道县本县只有11人获刑、最高10年有期徒刑[266]。

### 文革博物馆受阻
文化大革命结束后，1980年代起，巴金等知名学者曾公开呼吁要建立“文革博物馆”，让后人记住这段历史教训，防止其重演；该呼吁获得不少民间人士的支持，但一直未得到中共中央的回应。巴金等人也在1980年代中共进行的“清除精神污染”、“反对资产阶级自由化”中受到批判。
1996年，广东汕头地方政府曾启动兴建地方的文革博物馆，即汕头文革博物馆，该博物馆是中国大陆唯一的地方文革博物馆，于2005年对外开放，但在2016年被查封、改用。

## 相关作品
- 电影《邓小平》
- 电影《高考1977》
- 电影《邓小平登黄山》
- 书籍《邓小平时代》
- 电视剧《历史转折中的邓小平》